# 會說話的世界地圖
《會說話的世界地圖》是香港萬里機構於2010年5月出版的書籍，並附有互動光碟一片。
此書被受關注之原因，乃是其後作會說話的香港地圖發生之萬里機構書籍侵權事件，該書挪用了網上圖片百多張；但相比起本書，本書圖片均有標明來源，不似會說話的香港地圖連來源也沒有注明，因此網民表示「整件事實在太匪夷所思了，尤其知道了《會說話的世界地圖》版權標注的齊全程度。我開始懷疑，整件事的來龍去脈，可能是有人要把這本《會說話的香港地圖》，趕在2010年香港書展前推出，當要追趕生產進度/目標盈利同面對出版壓力時，便有人出此下策」。